# Державний кордон Сальвадору

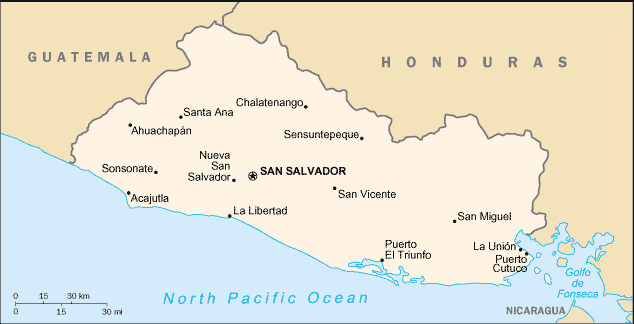
Карта Сальвадору

Державний кордон Сальвадору — державний кордон, лінія на поверхні Землі та вертикальна поверхня, що проходить по цій лінії, що визначають межі державного суверенітету Сальвадору над власними територією, водами, природними ресурсами в них і повітряним простором над ними.

## Сухопутний кордон
Загальна довжина кордону — 590 км. Сальвадор межує з 2 державами. Уся територія країни суцільна, тобто анклавів чи ексклавів не існує.
Ділянки державного кордону
| Держава   | Ділянка       | Довжина (км) | Прикордонні регіони | Примітки |
| --------- | ------------- | ------------ | ------------------- | -------- |
| Гватемала | захід         | 199          |                     |          |
| Гондурас  | північ і схід | 391          |                     |          |

## Морські кордони
Сальвадор на заході й півдні омивається водами Тихого океану. Загальна довжина морського узбережжя 307 км. Згідно з Конвенцією Організації Об'єднаних Націй з морського права (UNCLOS) 1982 року, протяжність територіальних вод країни встановлено в 12 морських миль (22,2 км). Прилегла зона, що примикає до територіальних вод, в якій держава може здійснювати контроль, необхідний для запобігання порушень митних, фіскальних, імміграційних або санітарних законів, простягається на 24 морські милі (44,4 км) від узбережжя (стаття 33). Виключна економічна зона встановлена на відстань 200 морських миль (370,4 км) від узбережжя.